# الألعاب الأولمبية الشتوية 1984

شعار الألعاب الأولمبية الشتوية 1984.

أقيمت الألعاب الأولمبية الشتوية لسنة 1984 في مدينة سراييفو في يوغسلافيا حينها.
1. 1 2  "Sarajevo 1984" (بالإنجليزية). International Olympic Committee. Retrieved 2019-11-20.